# 骑兵机械化集群
骑兵机械化集群是苏联红军在第二次世界大战中后期的一种战术战役兵团建制。通常是由骑兵军与机械化军（或坦克军）临时编组而成。兵力与装备略大于德军的装甲师。骑兵机械化集群司令总是由骑兵军军长担任。骑兵机械化集群通常以集群司令的姓氏命名，如“普利耶夫骑兵机械化集群”。
其作战使用通常是方面军进攻战役开始后，步兵部队进攻敌军战术防御地幅、打开战役突破口，然后投入骑兵机械化集群，插入敌军战役后方，大纵深突击，以隔断敌军后方交通线、迂回合围敌军有生力量集团、抢占交通枢纽或其它要地。苏军骑兵通常下马之后投入战斗，仅当面对完全溃散的敌军时，才可能在编制内坦克掩护下骑马冲击。
战后，苏军的骑兵军、机械化军一般都改编为摩托化步兵师。

## 历史
- 基里先科骑兵机械化集群/普利耶夫骑兵机械化集群：1943年10月的梅利托波尔进攻战役（俄语：Мелитопольская операция）中，乌克兰第三方面军近卫库班骑兵第4军（俄语：4-й гвардейский кавалерийский корпус）军长尼古拉·雅科夫列维奇·基里先科（俄语：Кириченко, Николай Яковлевич）中将与坦克第19军（俄语：19-й танковый корпус (СССР)）、航空兵合编成骑兵机械化集群，从梅利托波尔南郊发起攻势。1943年11月4日在彼列科普突破时进攻迟缓基里先科被撤职，由伊萨·亚历山德罗维奇·普利耶夫继任军长兼骑兵机械化集群司令。1944年3月6日开始别列兹涅戈瓦托耶—斯尼吉廖夫卡进攻战役（俄语：Березнеговато-Снигирёвская наступательная операция），乌克兰第三方面军以近卫骑兵第4军与近卫机械化第4军（有100辆坦克、23门自行火炮）编成“普利耶夫骑兵机械化集群”。1944年6月普利耶夫骑兵机械化集群转隶白俄罗斯第一方面军，参加白俄罗斯会战。1944年10月3日调任乌克兰第二方面军任骑兵机械化集群司令，编成内辖近卫库班骑兵第4军（俄语：4-й гвардейский кавалерийский корпус）、近卫骑兵第6军（俄语：6-й гвардейский кавалерийский корпус）、机械化第7军（俄语：7-й механизированный корпус (2-го формирования)），任务是在德布勒森进攻战役中深远突击敌后。此后参加了布达佩斯战役、布拉格进攻战役。
- 奥利科夫斯基骑兵机械化集群：近卫机械化第3军和近卫骑兵第3军组成，隶属白俄罗斯第三方面军
- 骑兵机械化集群：近卫骑兵第2军与坦克第11军于1944年7月23日组成
- 巴拉诺夫骑兵机械化集群（坦克第25军和近卫骑兵第1军）：乌克兰第一方面军
- 索科洛夫骑兵机械化集群（坦克第31军和近卫骑兵第6军）：乌克兰第一方面军
- 格尔什科夫（俄语：Горшков, Сергей Ильич）骑兵机械化集群（近卫骑兵第5军（俄语：5-й гвардейский кавалерийский корпус）和坦克第23军（俄语：23-й танковый корпус））：乌克兰第二方面军